# Sareptamosterd
Sareptamosterd (Brassica juncea, Surinaams-Nederlands: kaisoi) of Indische bruine mosterd is een tot 1,5 m hoge plant uit de kruisbloemenfamilie (Brassicaceae).

## Kenmerken
De hauwen van Sareptamosterd staan niet tegen de as van de bloeiwijze aangedrukt, maar afstaand tot rechtopstaand. Ze zijn slank (3 tot 6 cm lang en 2,0 tot 3,5 mm breed), met een snavel die 5 tot 12 mm lang is. De bloemsteeltjes zijn langer dan de kelk. De plant bereikt een hoogte van 30 tot 100 cm en bloeit tussen juni en oktober.

## Verspreiding
De plant komt van nature voor in Azië, maar is geïntroduceerd in andere werelddelen. In Azië komt de soort voor in Siberië, Kazachstan, Kirgizië, Tadzjikistan, Turkmenistan, Mongolië en China.

## Toepassingen
Verschillende rassen van de plant worden gekweekt zowel voor haar bladeren, die als groente gebruikt worden, als voor de zaden, waarvan de olie tot mosterd verwerkt wordt.

## Taxonomie
De plant wordt vaak als kruising beschouwd tussen de zwarte mosterd (Brassica nigra) en Chinese kool (Brassica campestris).
De plant kent de volgende variëteiten:
- Brassica juncea var. integrifolia
- Sarepta-mosterd, of Indische mosterd, (Brassica juncea var. juncea)
- Tsa Tsai (Brassica juncea var. tsatsai)
- Tsa Tsai (Brassica juncea var. tumida)